# Hermann Schafft
Hermann Schafft (* 2. Dezember 1883 in Langenstein; † 2. Juni 1959 in Kassel) war ein deutscher evangelischer Theologe, Professor, Regierungsdirektor in Kassel.

Hermann Schafft

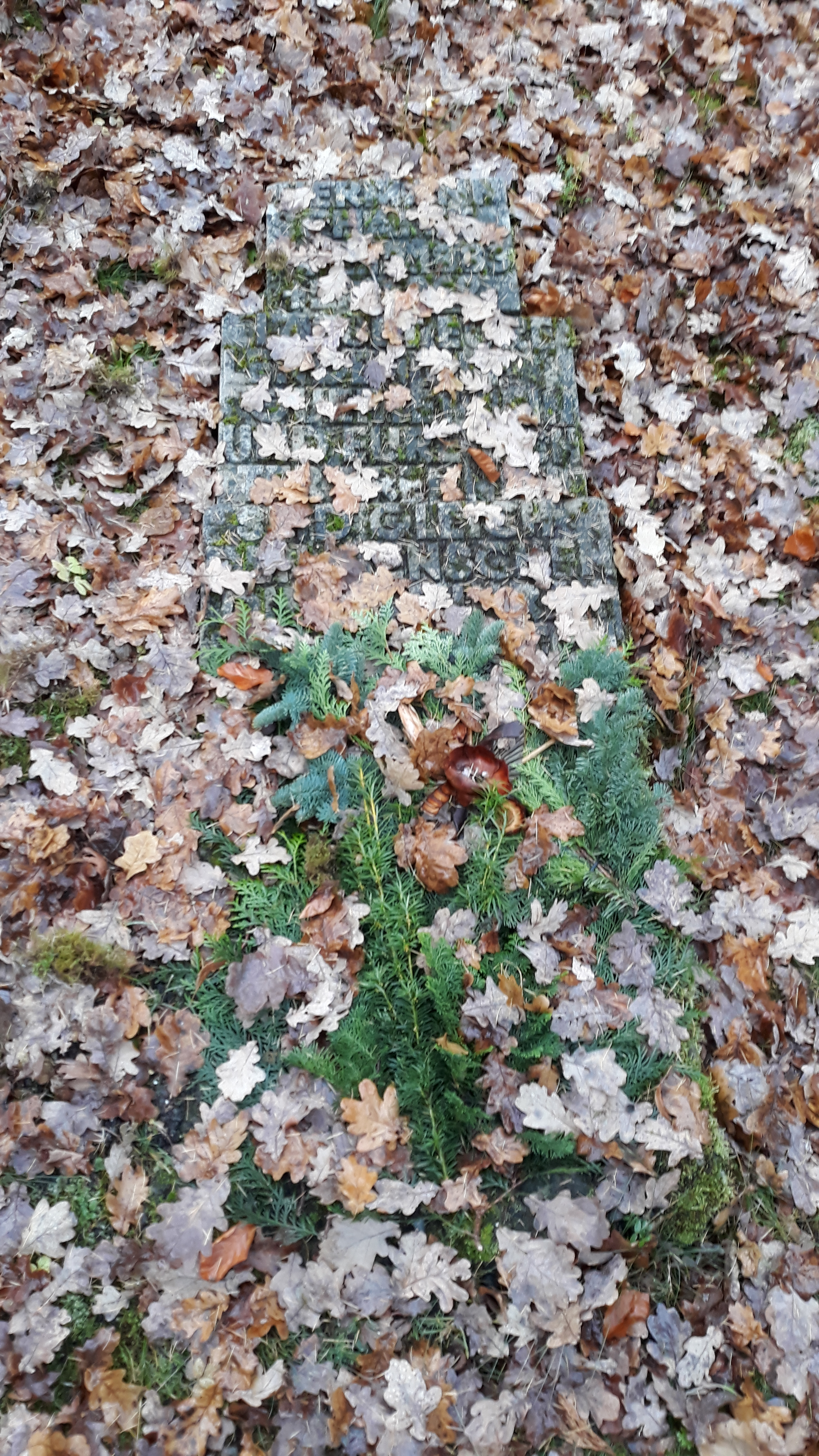
Das Grab von Hermann Schafft mit Bibelvers Lukas 12, 35 auf dem Friedhof Mulang in Kassel.

## Leben
Schafft, der Sohn eines Pfarrers, studierte ab 1903 Evangelische Theologie in Halle, Berlin und Tübingen. Von Herbst 1909 bis Ostern 1910 war er Inspektor des Predigerseminars Soest, anschließend vertrat er die durch den Tod des Vaters vakante Pfarrstelle in Hersfeld. Er ließ sich zum Taubstummenseelsorger ausbilden und war während des Ersten Weltkrieges als Militärseelsorger tätig. Beim Vorrücken der französischen Truppen geriet er mehrfach in französische Gefangenschaft, weil er Verwundete und Sterbende nicht alleinlassen wollte, und wurde als Nichtkombattant ausgetauscht. Dafür verlieh ihm der Kaiser den Orden Pour le Mérite. Nach dem Krieg wurde er Pfarrer an der Garnisonkirche in Kassel, 1927 wechselte er an die Brüderkirche ebenda. Als religiöser Sozialist wurde er Mitglied der SPD und engagierte sich in der Neuwerk-Bewegung. Er initiierte auf deren Habertshof bei Schlüchtern eine Volkshochschule mit Kursen für Arbeiter, Bauern und Studenten. Seit 1923 war er Mitherausgeber, ab 1931 alleiniger Herausgeber der Zeitschrift Neuwerk.
Von 1930 bis 1932 war Schafft Professor für Evangelische Theologie an der Pädagogischen Akademie Kassel, anschließend nach deren Schließung kurzzeitig an der Pädagogischen Akademie Dortmund. Nach der nationalsozialistischen „Machtergreifung“ 1933 wurde er an die Pädagogische Akademie Halle (Saale) versetzt, schon zu Pfingsten 1933 aber aus politischen Gründen beurlaubt und 1934 in den Ruhestand versetzt. Schafft schloss sich dennoch nicht der Bekennenden Kirche an, sondern unterstützte im Kirchenkampf die vermittelnden Kräfte. Ab 1936 arbeitete er unter Theodor Ellwein im Amt der Deutschen Evangelischen Kirche (DEK) in Berlin. 1938 übertrug ihm die Evangelische Kirche von Kurhessen-Waldeck das Amt eines Pfarrers in Friedewald bei Bad Hersfeld und 1942 das Amt eines Pfarrverwesers des Kirchspiels Kirchbauna, Altenbauna, Rengershausen und Hertingshausen südlich von Kassel, ein Amt, das er auch nach dem Krieg bis 1951 ausübte, als er schon Regierungsdirektor in Kassel war.
Er war seit seinem Studium eng mit Paul Tillich befreundet. Tillich und er trafen sich zuerst im Berliner Wingolf. Tillich folgte dem älteren Schafft, von dem er schrieb: „Er war mir immer drei Jahre voraus“, nach Tübingen und zum Hallenser Wingolf, wo die beiden sich Seite an Seite in den Prinzipienstreit zwischen den Wingolfsverbindungen warfen. Nach der Hallenser Zeit blieben die beiden durch regelmäßige Rundbriefe, die unter den Wingolfsbrüdern weitergereicht wurden, in Kontakt. Nach längerer Zeit ohne irgendwelchen Kontakt während des Zweiten Weltkrieges suchte Paul Tillich seinen Freund in der Uniform eines amerikanischen Majors noch vor Ende des Krieges, Ende April 1945, in Kirchbauna auf. Später sahen sich die Freunde anlässlich der Marburger Vorlesungen Tillichs wieder. Schafft und Tillich verband eine nahezu identische Einstellung zum religiösen Sozialismus, den Tillich systematisch zu unterfüttern suchte, Schafft vielmehr praktisch-pädagogisch umsetzte.
Nach dem Ende des Krieges wurde er auf Vorschlag Paul Tillichs von der amerikanischen Militärverwaltung mit dem Amt eines Regierungsdirektors in Kassel betraut. Er war für das Schulwesen in Nordhessen verantwortlich. Hermann Schafft war 1953 Mitbegründer der Gesellschaft für Christlich-Jüdische Zusammenarbeit Kassel. Er war 1952 zusammen unter anderem mit der Ministerialrätin Johanna Spangenberg und dem Pädagogen (und später Leiter) Gustav Huhn Mitbegründer der Hessischen Heimvolkshochschule in der Burg Fürsteneck. In Würdigung seiner Verdienste trägt heute ein Kursraum auf Burg Fürsteneck den Namen Hermann-Schafft-Raum. Nach ihm sind die Hermann-Schafft-Schule in Homberg, die Hermann-Schafft-Schule in Fuldabrück und das Hermann-Schafft-Haus, die Jugendvolkshochschule in Kassel, benannt. Letztere wurde von Schafft initiiert und geplant und wenige Wochen nach seinem Tod eingeweiht.
Am 7. Februar 1949 heiratete der 65-jährige Junggeselle die 35-jährige Kriegerwitwe Ursula von Loesch, geb. Meyer-Houselle, die vier Mädchen und zwei Jungen mit in die Ehe brachte. Im Dezember 1949 wurde Schafft Vater einer Tochter, und im November 1951 Vater zweier Töchter.

## Ehrungen
- 1917: Orden Pour le Mérite
- 1953: Verdienstkreuz (Steckkreuz) der Bundesrepublik Deutschland
- 1953: Großes Verdienstkreuz der Bundesrepublik Deutschland
- 1955: Goethe-Plakette des Landes Hessen